# Karl-Heinz Hoheisel
Karl-Heinz Hoheisel (* 16. November 1936; † 6. Juni 2018) war ein parteiloser Hamburger Politiker und ehemaliges Mitglied der Hamburgischen Bürgerschaft für die CDU.

## Leben und Politik
Nach der Schule machte Hoheisel eine Ausbildung zum Klempner und Installateur. Nach der Gesellenzeit folgte die Weiterbildung zum Meister. 
Vom 6. Oktober 1993 bis zur Bürgerschaftswahl 1997 war er Mitglied der Hamburgischen Bürgerschaft. 
Hoheisel war Präsident des „Gesamtverband des Hamburger Handwerks e. V.“